# Ermita de la Divina Pastora (Alcalá de la Alameda)
La antigua Parroquia de la Purísima Concepción y Santa Ana, es un templo católico situado en el despoblado de Alcalá de la Alameda, perteneciente al término municipal de Chucena.

## Historia
La primera referencia histórica que se tiene de este templo aparece en el Libro Blanco de 1411 de la Catedral de Sevilla, apareciendo como Parroquia de la Purísima Concepción y Santa Ana.
La aldea contó con un templo anterior que, como la mayoría de la provincia, fue seriamente dañado por el Terremoto de Lisboa. Pese a ello, estuvo activo durante dieciocho años después del seísmo.
El actual edificio fue construido entre 1773 y 1781. Durante este tiempo, la actividad parroquial se desarrolló en la iglesia de la aldea de Genís. El autor de los planos fue Ambrosio de Figueroa, que concibió una iglesia de menores dimensiones que su antecesora. El coste de la obra se estimó en 60.000 reales.
Ambrosio de Figueroa falleció en 1775, siendo designado su hijo para dirigir la finalización de la construcción. Realizó escasas modificaciones al proyecto paterno, siendo el más destacado el cambio de la bóveda vaída por una media naranja.
En 1823, Alcalá de la Alameda había perdido ya toda su población. El párroco hace ese año un inventario que refleja la decadencia del templo, donde sólo quedan tres imágenes. Sin embargo, el cura de Chucena, encargado de este templo, afirma en 1859 haber administrado la extrema unción a dos feligreses y haber oficiado un entierro para los que había tenido que usar los enseres de la Parroquia de la Estrella. Por ello, escribe al arzobispado solicitando la devolución del ajuar de la iglesia de Alcalá, que se encontraban depositados en la parroquia de Umbrete.
A mediados del siglo XX, la iglesia se encontraba en un estado de total abandono. El capuchino Fray Jacinto de Chucena encabezó una cuestación popular para sufragar su restauración. Las obras acabaron en 1958, fecha en la que se instituye también una romería en honor de la Divina Pastora.
Desde el 1 de abril de 1973 está enterrado en el templo Fray Jacinto de Chucena. En 2001 se colocó en su exterior una estatua en su recuerdo, obra de Francisco Parra.

## Descripción
La iglesia tiene una única nave con crucero, capilla mayor y sacristía. El cuerpo del templo se cubre a dos aguas, el crucero a cuatro aguas y la capilla mayor a tres, todo con teja curva.
Preside la capilla la imagen de la Divina Pastora. Es de tamaño algo inferior al natural y fue esculpida por Juan Martínez Cerrillo en 1960.
Esto hace que a día de hoy se conozco popularmente, pero de forma errónea, como Ermita de la Divina Pastora.
La imagen de San Isidro es una obra de serie adquirida en Sevilla. Fue donada por la Hermandad Sindical de Labradores y Ganaderos de Chucena. Fue recibida el 14 de mayo de 1959 y al día siguiente presidió la misa de campaña de la primera romería.
Las pequeñas capillas que se abren en los arcos rehundidos de la nave hay una colección de pinturas de factura popular: las Ánimas Benditas, la Anunciación, la Dolorosa, el Sueño de San José y Santo Domingo intercediendo por las Ánimas. En la sacristía hay otros dos con Santa Catalina y Cristo Redentor.
De la imaginería que tuvo en sus tiempos de parroquial ha llegado a nuestros días la talla de la Inmaculada, si bien muy modificada por su transformación en Virgen de los Dolores. Constan las intervenciones de José Geronés en 1956, Juan Martínez Cerrillo en 1960 y Antonio León Ortega en 1978. Actualmente le rinde culto la Hermandad del Cristo de Burgos.